# Filip I, Landgraf de Hessa
Filip cel Generos (în germană Philipp der Großmütige; n. 13 noiembrie 1504, Marburg, Hessa, Germania – d. 31 martie 1567, Kassel, Landgraviate of Hesse⁠(d)) a fost landgraf de Hessa între 1509 și 1567. A fost principala căpetenie a protestanților și unul din cei mai importanți conducători germani protestanți ai timpului.

## Biografie
Filip a fost fiul langdrafului Wilhelm al II-lea de Hessa și a celei de-a doua soții a sa, Anna de Mecklenburg-Schwerin. Tatăl a murit când Filip avea cinci ani. Mama lui a devenit regentă deoarece el era minor însă a murit și ea în 1514, când Filip avea zece ani. Pentru a pune capăt luptelor pentru putere, Filip a fost declarat major în 1518 și a preluat puterea la începutul anului următor.
Educația lui a fost incompletă iar formarea sa morală și religioasă au fost neglijate. Cu toate acestea, el s-a dezvoltat rapid ca om de stat și în curând a început să ia măsuri pentru a-și spori autoritatea personală.
Prima întâlnire a lui Filip de Hessa cu Martin Luther a avut loc în 1521, la vârsta de 17 ani, la Dieta de la Worms. El a fost atras de personalitatea lui Luther, deși la început era prea puțin interesat de partea religioasă a adunării. Filip a îmbrățișat protestantismul în 1524 după o întâlnire personală cu teologul Philipp Melanchthon.
Filip nu s-a lăsat atras în liga antiluterană a lui Georg, ducele Saxoniei în 1525. Prin alianța sa cu principele elector al Saxoniei, Johann, încheiată la Gotha pe 27 februarie 1526 el a dovedit că a făcut pași importanți pentru organizarea unei alianțe protectoare a tuturor prinților protestanți. Încă din primăvara lui 1526 el a căutat să împiedice alegerea arhiducelui Ferdinand I al Sfântului Imperiu Roman ca rege romano-german. La Dieta de la Speyer din același an Filip a susținut în mod deschis cauza protestantă, făcând posibil ca predicatorii protestanți să-și propage punctele lor de vedere fără a ține cont în mod deschis de uzanțele ecleziastice romano-catolice obișnuite, ca și urmașii săi.
Demersurile episcopilor Diecezei de Würzburg și arhiepiscopilor electori din Mainz împotriva progresului Reformei protestante, combinarea mai multor circumstanțe, inclusiv zvonuri de război, l-au convins pe Filip I de Hessa de existența unui secret în liga principilor catolici. Suspiciunile i-au fost confirmate de un aventurier angajat în diverse misiuni importante de Georg de Saxonia. Martin Luther și cancelarul l-au împins pe Filip I de Hessa să ia măsuri.

## Căsătorii și copii
În 1523 s-a căsătorit cu neatractiva și bolnăvicioasa Christine de Saxonia, care era de asemenea și o mare băutoare. Filip a comis adulter; și încă din 1526 el a început să ia în considerare permisibilitatea bigamiei. Potrivit lui Martin Luther, el a trăit „în mod constant într-o stare de adulter și desfrânare”.
În mod foarte discret, Luther susținea poligamia, bazându-se pe Biblie; în schimb prietenul său Melanchthon o susținea în mod fățiș. În cele din urmă, poziția lor a devenit notorie când s-a aflat de bigamia landgrafului de Hessa, care fusese sfătuit de ei, ceea ce a stârnit un enorm scandal în Germania.
El și-a propus să se căsătorească cu fiica uneia dintre doamnele de onoare ale surorii sale, Margarethe von der Saale. În timp ce landgraful nu avea nici un fel de scrupule în această chestiune, Margarethe nu a fost dispusă să facă pasul cu excepția cazului în care ave aprobarea teologilor și aprobarea Electorului de Saxonia, Johann Frederic I, și a ducelui Maurice de Saxonia. Filip a câștigat cu ușurință consimțământul primei sale soții pentru căsătorie.
"Sfatul secret al unui confesor" a fost câștigat de la Luther și Melanchton (la 10 decembrie 1539,), nici unul dintre ei neștiind că soția bigamă fusese deja aleasă. La 4 martie 1540, Filip și Margarethe au fost uniți. Câteva săptămâni mai târziu întreaga chestiune a fost dezvăluită de către sora lui Filip, Elisabeta, iar scandalul a provocat o reacție dureroasă în toată Germania. Unii dintre aliatii lui Filip au refuzat să servească sub el, și Luther, sub motivul că era vorba de sfaturile date în confesional, a refuzat să recunoască partea lui în căsătorie.
Filip a avut zece copii cu Christine de Saxonia:
1. Agnes (31 mai 1527 – 4 noiembrie 1555); s-a căsătorit la 9 ianuarie 1527 cu principele elector Maurice de Saxonia; la 26 mai 1555, la Weimar, s-a recăsătorit cu Ducele Johann Frederic al II-lea, Duce de Saxonia.
2. Anna (26 octombrie 1529 – 10 iulie 1591); s-a căsătorit la 24 februarie 1544 cu contele palatin Wolfgang de Zweibrücken.
3. Wilhelm al IV-lea de Hessa-Kassel (24 iunie 1532 – 25 august 1592).
4. Philip Louis (29 iunie 1534 – 31 august 1535).
5. Barbara (8 aprilie 1536 – 8 iunie 1597); s-a căsătorit la 10 septembrie 1555 cu Georg I, Duce de Württemberg; la 11 noiembrie 1567 s-a recăsătorit cu contele Daniel de Waldeck.
6. Ludovic al IV-lea de Hessa-Marburg (27 mai 1537 – 9 octombrie 1604).
7. Elisabeta (13 februarie 1539 – 14 martie 1582); s-a căsătorit la 8 iulie 1560 cu Louis al VI-lea, Elector Palatin.
8. Filip al II-lea de Hessa-Rheinfels (22 aprilie 1541 – 20 noiembrie 1583).
9. Christine (29 iunie 1543 – 13 mai 1604); s-a căsătorit la 17 decembrie 1564 cu Ducele Adolf de Holstein-Gottorp.
10. Georg I de Hessa-Darmstadt (10 septembrie 1547 – 7 februarie 1596).

Din căsătoria cu Margarethe von der Saale au rezultat următorii copii:
1. Filip, conte zu Dietz (12 martie 1541 – 10 iunie 1569).
2. Hermann, conte zu Dietz (12 februarie 1542 – ca. 1568).
3. Christopher Ernst, conte zu Dietz (16 iulie 1543 – 20 aprilie 1603).
4. Margretha, contesă zu Dietz (14 octombrie 1544 – 1608); s-a căsătorit la 3 octombrie 1567 cu contele Hans Bernhard de Eberstein. S-a recăsătorit la 10 august 1577 cu contele Stephan Heinrich de Everstein.
5. Albrecht, conte zu Dietz (10 martie 1546 – 3 octombrie 1569).
6. Philipp Konrad, conte zu Dietz (29 septembrie 1547 – 25 mai 1569),
7. Moritz, conte zu Dietz (8 iunie 1553 – 23 ianuarie 1575).
8. Ernst, conte zu Dietz (12 august 1554 – 1570).
9. Anna, a murit în copilărie în 1558.

La moartea sa, teritoriile sale au fost divizate (Hessa a devenit Hessa-Kassel, Hessa-Marburg, Hessa-Rheinfels și Hessa-Darmstadt) între cei patru fii cu prima soție: Wilhelm al IV-lea de Hessa-Kassel, Louis al IV-lea de Hessa-Marburg, Filip al II-lea de Hessa-Rheinfels și Georg I de Hessa-Darmstadt.